# Antonio Gabriele Severoli
Antonio Gabriele Severoli (Faenza, 28 febbraio 1757 – Roma, 8 settembre 1824) è stato un cardinale e arcivescovo cattolico italiano.
Fu nominato cardinale della Chiesa cattolica da papa Pio VII.

## Biografia
Nacque a Faenza il 28 febbraio 1757 da nobile famiglia; fu alunno della Pontificia Accademia Ecclesiastica a Roma; Pio VI lo nominò vescovo di Fano il 23 aprile 1787; Pio VII lo mandò 1801 a Vienna come nunzio apostolico. Nominato vescovo di Viterbo nel 1808 rimase ciononostante per volontà di Metternich fino al 1817 a Vienna. Durante il Congresso di Vienna venne trattata l’annosa questione di Comacchio, per la quale il Severoli difese strenuamente quelli che egli riteneva i diritti della Sede Apostolica.
Papa Pio VII lo elevò al rango di cardinale nel concistoro dell'8 marzo 1816.
Nel conclave del 1823 l'imperatore d'Austria esercitò il diritto di veto contro il card. Severoli.
Morì l'8 settembre 1824 all'età di 67 anni. È sepolto nel Duomo di Viterbo.

## Genealogia episcopale e successione apostolica
La genealogia episcopale è:
- Cardinale Scipione Rebiba
- Cardinale Giulio Antonio Santori
- Cardinale Girolamo Bernerio, O.P.
- Arcivescovo Galeazzo Sanvitale
- Cardinale Ludovico Ludovisi
- Cardinale Luigi Caetani
- Cardinale Ulderico Carpegna
- Cardinale Paluzzo Paluzzi Altieri degli Albertoni
- Papa Benedetto XIII
- Papa Benedetto XIV
- Papa Clemente XIII
- Cardinale Giovanni Carlo Boschi
- Cardinale Antonio Gabriele Severoli

La successione apostolica è:
- Vescovo Fortunato Maria Ercolani, C.P. (1815)
- Vescovo Giuseppe Bonventura Berardi, O.F.M.Conv. (1816)